# Azraël
Pour les articles homonymes, voir Azraël (homonymie).

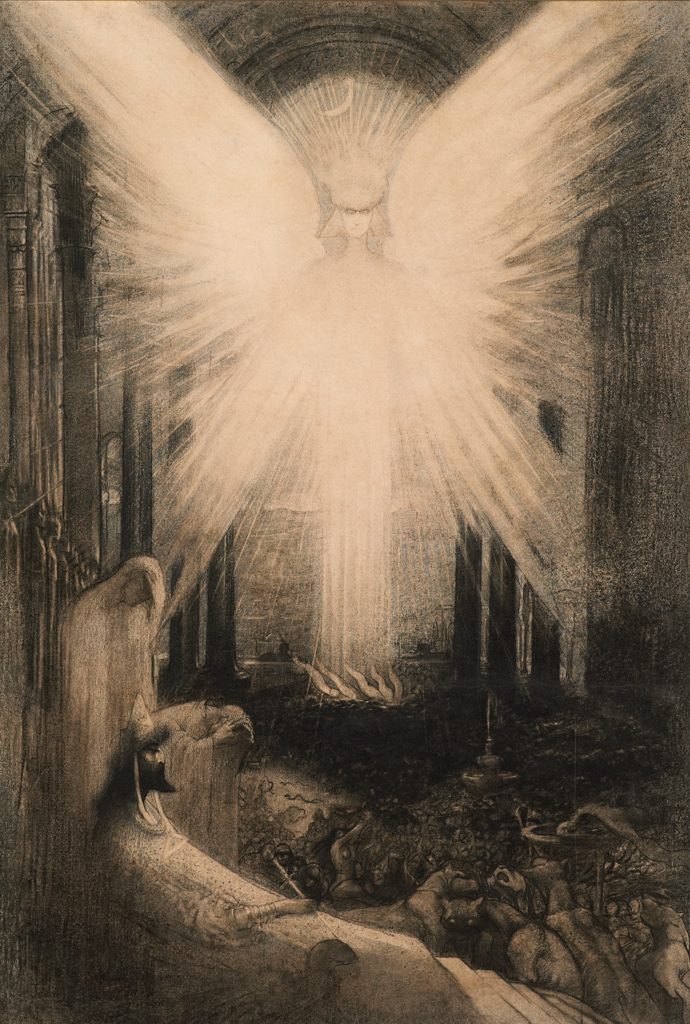
Représentation de l'ange de la mort Azraël

Azraël ([azra'ɛl]) est l'ange de la mort dans certaines traditions hébraïques, musulmanes et sikhes. Son nom vient de l'hébreu biblique (עֲזַרְאֵל, ʿÁzarʾēl) et signifie « celui que Dieu aide ».

## Historique
L'ange de la mort est considéré de nombreuses manières par différentes religions.
Dans la mystique juive, il est identifié comme l'incarnation du mal, et pas nécessairement ou spécifiquement la mort elle-même. Plutôt que d'être simplement la personnification de la mort, Azraël est habituellement décrit dans les sources islamiques comme subordonné à la volonté d'Allah « avec la plus profonde révérence ».
Selon les perspectives et les préceptes de diverses religions, Azraël peut être un résident du troisième paradis. Dans l'une de ses représentations, il a quatre faces et quatre mille ailes, son corps tout entier est couvert de langues et d'yeux, dont le nombre correspond à celui des personnes vivant sur Terre. Enregistrant sans cesse, dans un grand livre, le nom des hommes à leur naissance et les effaçant à leur décès, il sera le dernier à mourir.
Certaines sources spéculent sur un lien entre Azraël et le prêtre Esdras , sur la base de la consonance des deux noms (Esdras est la traduction latine de "Ezra", orthographié "Azra" dans plusieurs langues, sans relation au niveau de l'étymologique en hébreu ). Pour la même raison de consonance, il peut également être confondu avec Azazel. 

## Dans le judaïsme
Dans le judaïsme, Azrael est considéré comme l'Ange de la Mort. Cependant, le nom d'« Azrael » (עֲזַרְאֵל) est rarement utilisé dans les textes hébreux. Dans la Kabbale, il est généralement nommé « Azriel » et non « Azraël »  Le Zohar présente un portrait positif d'Azrael, affirmant que l'ange reçoit les prières des croyants lorsqu'ils rejoignent le Paradis, et commande aux légions angéliques. Azraël est associé au Sud et est considéré comme un ange de haut-rang.

## Dans le christianisme

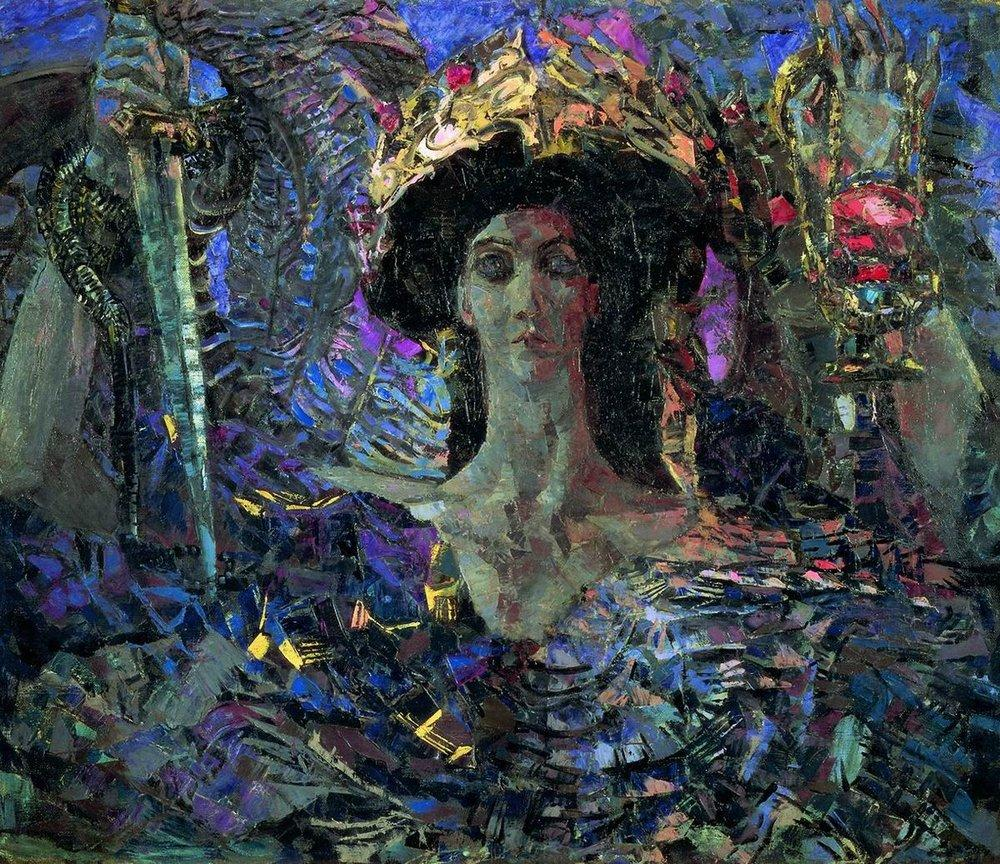
Séraphin à six ailes (Azrael) par M. Vroubel, 1904

Il n'y a pas de référence à Azraël dans la Bible. En revanche, dans le livre 2 d'Esdras (Bible apocryphe), une histoire présente la rencontre d'un juge nommé Ezra, parfois orthographié « Azra » dans différents langages. Azra rencontre l'archange Uriel qui lui dicte une liste de lois et de punitions qu'il devait appliquer. La suite du texte explique que le juge alla au Paradis « sans goûter à la flétrissure de la mort ».
Certaines interprétations chrétiennes considèrent qu'il aurait atteint l'état angélique, ce qui expliquerait l'ajout du suffixe « el » à son nom. Des livres plus tardifs évoquent aussi un scribe nommé Salathiel, qui est cité disant « Moi, Salathiel, qui se nomme aussi Ezra » mais est aussi assimilé à l'archange Selaphiel dans la tradition orthodoxe.

## Dans l'islam
Dans la sourate 32 du Coran est évoquée l'existence d'un « ange de la mort » (32.11.). Ce texte s'inscrit dans le cadre d'une réfutation à une objection faite à la Résurrection. Pour expliquer qu'il soit possible de ressusciter après avoir été enterré, le Coran répond que l'Ange (عزرائيل) Ezrail ramènera les défunts vers Allah. Ce verset est l'unique référence coranique à cet ange qui fait penser à la description de Gabriel chez Ibn Hisham. Il « semble dérivé des anges de l'enfer qui repoussent les damnés dans le gouffre infernal, suivant des descriptions de la littérature apocalyptique juive et chrétienne ». Cette présentation doit donc provenir d'une telle source.
Il a été identifié plus tardivement à ʿIzrāʾīl ou ʿAzrāʾīl (parfois dans la littérature occidentale). Ce nom dérive de l'hébreu ’ëzër (« aide »). Il s'agit de l'un des quatre archanges, avec Gabriel, Michel et Raphaël. Dans certaines traditions musulmanes du jugement dernier, l'ange de la mort, comme Raphaël soufflera dans une trompette. Il est décrit comme ayant une taille cosmique, 70 000 pieds de haut, possède 4 faces, 4000 ailes... Sa description correspond presque parfaitement avec la littérature juive.
Un récit raconte qu'Allah ayant créé la mort, les anges tombèrent inconscient devant la force de celle-ci. Allah fit alors d'ʿIzrāʾīl  son chef. Cet ange ne connaît pas l'heure de la mort des humains. Lorsque le jour de la mort d'un homme approche, une feuille portant son nom tombe de l'arbre sous le trône d'Allah et l'ange doit séparer l'âme du corps de l'homme dans les 40 jours.

## Dans l'art et la culture populaire
Azraël, comme un personnage ou concept abstrait, a été utilisé par de nombreux artistes, musiciens, poètes, auteurs, au cours des siècles pour exprimer ou évoquer diverses significations ou émotions.

### Littérature et poésie
En littérature, Azraël est représenté par différents auteurs, à travers un large éventail de styles et de pays.
Le dramaturge Arthur Miller a décrit Azraël comme un personnage de La Création de la vie et d'autres entreprises, tandis que le poète mexicain Amado Nervo a écrit un poème intitulé Azraël.
La poétesse mystique Kathleen Raine, spécialiste du visionnaire William Blake, a composé un poème intitulé Azraël, animé d'un souffle épique, comme l'attestent les deux derniers vers : « Mon désir superbe est inféodé à la paix de l'amour / Qui régit les orages, les guerres, l'essor des ailes ».
Dans son livre Le Faucheur (1991), le romancier Terry Pratchett en fait le personnage principal, tout comme Anne Rice dans Le Sortilège de Babylone.
- Dans la trilogie La Saga du Roi Dragon (1982-1984) de Stephen R. Lawhead, Azraël fait partie du panthéon.
- Dans la trilogie À la croisée des mondes (1995-2000) de Philip Pullman, le « Lord Asriel » pourrait également être une allégorie de Azraël (il est « Celui qui veut tuer Dieu »).
- Dans la série de romans Les Vampires de Manhattan (2007-2012) de Melissa de la Cruz, Azraël apparaît sous les traits de Madeleine « Mimi » Force, jeune lycéenne arrogante et prétentieuse.
- Dans la trilogie débutant avec La Lignée (2009) de Guillermo del Toro et Chuck Hogan, Azraël est un vampire qui conquiert le pouvoir sur l'ensemble de l'humanité, appelé la « Créature » ou le « Maître ».
- Dans Docteur Sleep (2013) de Stephen King, Azraël « Azzie » est le nom du chat.

### Bande dessinée
- Dans les aventures de Corto Maltese d'Hugo Pratt ; [précision nécessaire]
- Dans la bande dessinée Poulet aux prunes (2004) de Marjane Satrapi ; [précision nécessaire]
- Dans la série des Schtroumpfs de Peyo, le chat du sorcier Gargamel s'appelle Azraël.
- Azrael dans l'univers de DC comics est un anti-héros menbre de l'Ordre de Saint Dumas, un ordre religieux avec des tendances violentes et secrètes. Il existe plusieurs incarnations d'Azrael, mais le plus connu est Jean-Paul Valley, apparaissant pour la première fois dans le comic book Azrael (1992), notamment pour avoir endossé le costume de Batman lorsque Bruce Wayne avait le dos brisé par Bane.

### Cinéma
- Dans L'Aigle à deux têtes (1948) de Jean Cocteau, Azraël sous apparaît sous les traits du poète incarné par Jean Marais.
- Dans Dogma (1999) de Kevin Smith, Azraël apparaît sous les traits de Jason Lee , mais sous la forme d'une muse déchue et non pas de l'Ange de la Mort, celui-ci étant représenté par Loki (Matt Damon).
- Dans Poulet aux prunes (2011) de Marjane Satrapi et Vincent Paronnaud, Azraël est représenté par Édouard Baer, narrateur de l'histoire.

### Télévision
- Dans la série Lucifer (saison 3, épisode 25), Azraël apparaît sous l'apparence d'une jeune femme se faisant passer pour un fantôme, l’ancienne « amie imaginaire » d’une collègue de Lucifer.
- Dans la série Gotham (saison 2), il apparaît sous l'identité de Theo Galavan (James Frain).
- Dans la série Fringe (saison 3, épisode 17), il est cité par un homme (Brian) juste avant son suicide "Tel Azraël, que ses anges emportent mon âme damnée au paradis". Peu après une religieuse remets au personnage secondaire principal de l'épisode (Dana Gray) un livre nommé "L'Ascension d'Azraël".

### Musique
- Azraël est le titre d'un morceau du groupe The Nice, face B de leur premier 45 tours The thoughts of Emerlist Davjack (1967). Cette chanson est parfois identifié comme Azrial (angel of death). Elle est par la suite été reprise par le groupe avec un nouvel arrangement, cette fois sous le titre Azraël revisited, sorti sur le troisième album du groupe, appelé The Nice (1969).
- Azraël est le titre d'une chanson du groupe Crimson Glory, figurant sur leur premier album éponyme (1986).
- Azraël est cité dans la chanson Big Bang Théorie du groupe 1995[14].
- Azrael est le titre d'une chanson du collectif Army of the Pharaohs, issu de l'album In Death Reborn (2014).
- Azrael est le titre d'un morceau du groupe Marduk, présent sur l'album La Grande Danse macabre.
- Malik al Mawt titre du rappeur parisien Népal
- Symphonie Asraël en do mineur, opus 27, seconde et ultime symphonie du compositeur et violoniste tchécoslovaque Josef Suk. Elle est dédiée à la mémoire de son beau-père, Antonín Dvořák, mort en 1904, et à celle de la femme de l'artiste, Otilie Suková, morte un an après,

### Jeux vidéo
- Dans Final Fantasy on retrouve dans certains épisodes un boss nommé Zaléra, une anagramme d'Azraël et qui est aussi un ange de la mort.
- Dans Batman Arkham City, il apparaît au cours d'une mission secondaire, observant le joueur.
- Dans Batman Arkham Knight, Azraël, protecteur de l'ordre de Saint Dumas, est un personnage jouable.
- Dans Fate/Grand Order, Azrael est le nom du Noble Phantasm du Servant de Classe Assassin « Vieux de la Montagne ».
- Dans Tom Clancy's Ghost Recon Breakpoint, Azraël est le nom d'un drone de surveillance chargé de survoler Auroa pour rechercher la présence d'ennemis (dont le joueur fait partie) afin d'y envoyer une unité armée.
- Dans Darksiders, Azraël est un ange qui demande à Guerre de le libérer dans le Trône noir et est chargé de la garde du Puits des âmes.
- Dans Undertale, Asriel, l'un des personnages principaux, est surnommé "l'Ange de la mort". Son nom est un paronyme de Azrael.
- Dans la saga Diablo, Malthael, inspiré d'Azraël, est un ancien membre du Conseil Angiris. Autrefois Archange de la Sagesse, il est désormais l'Ange de la Mort. Ses sbires, connus sous le nom de Faucheurs, sont composés d'anges l'ayant suivit dans sa folie. Il est au centre de l'extension "Reaper of Souls" du troisième opus de la série, Diablo 3[réf. nécessaire].

### Jeu de figurines fantastique
- Dans Warhammer 40,000, Azraël est le maître suprême du Chapitre Space marine des Dark Angels, tandis qu'Izrafael est un jeune archiviste Dark Angel de l'époque de la Grande Croisade.